# فرندل (رقصة)

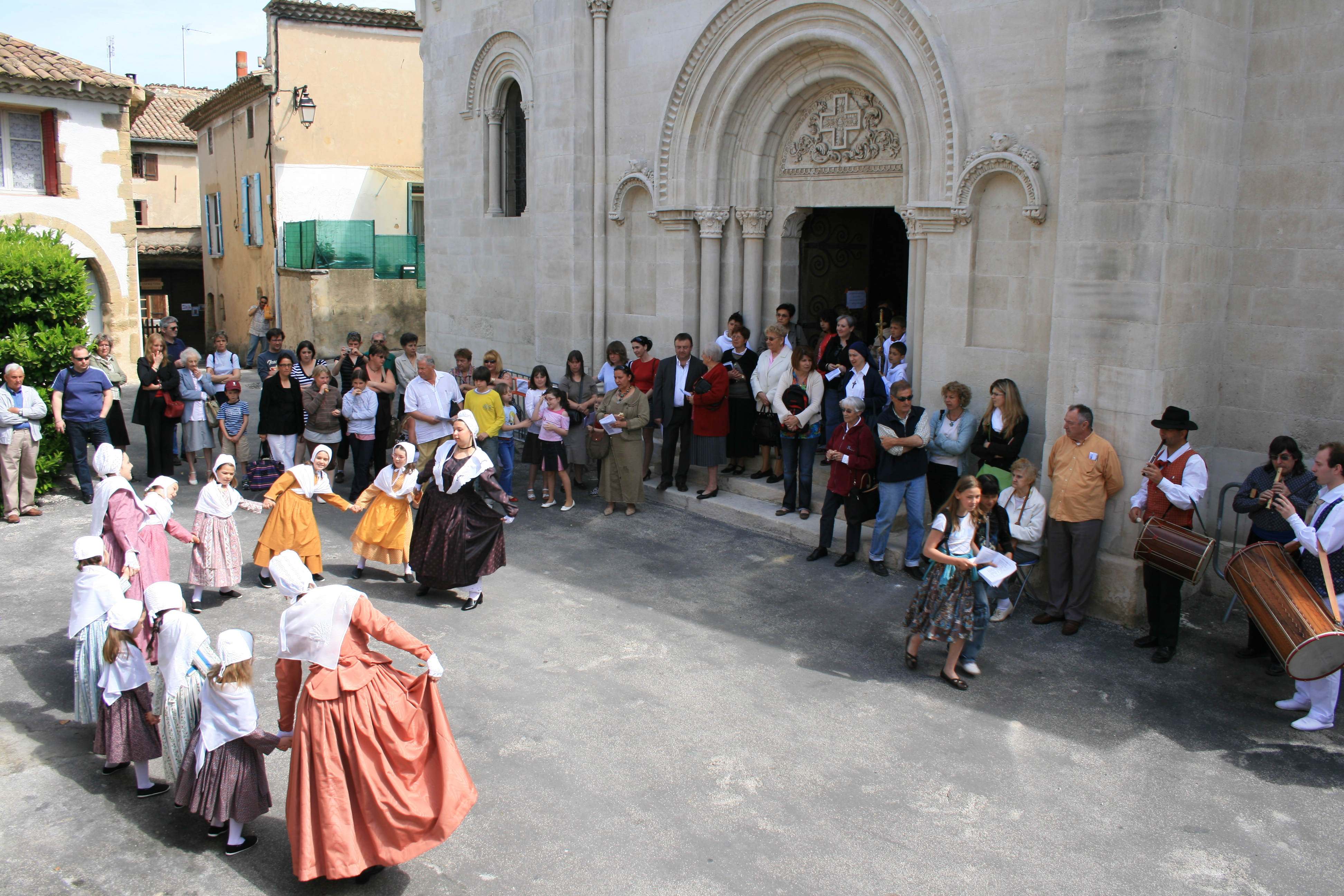
الفَرندل يُرقص في مدينة القديس جيني الكومولية

الفَرَندل هي رقصة مجتمعية ذات سلسلة مفتوحة تحظى بشعبية في بربنصة بفرنسا.

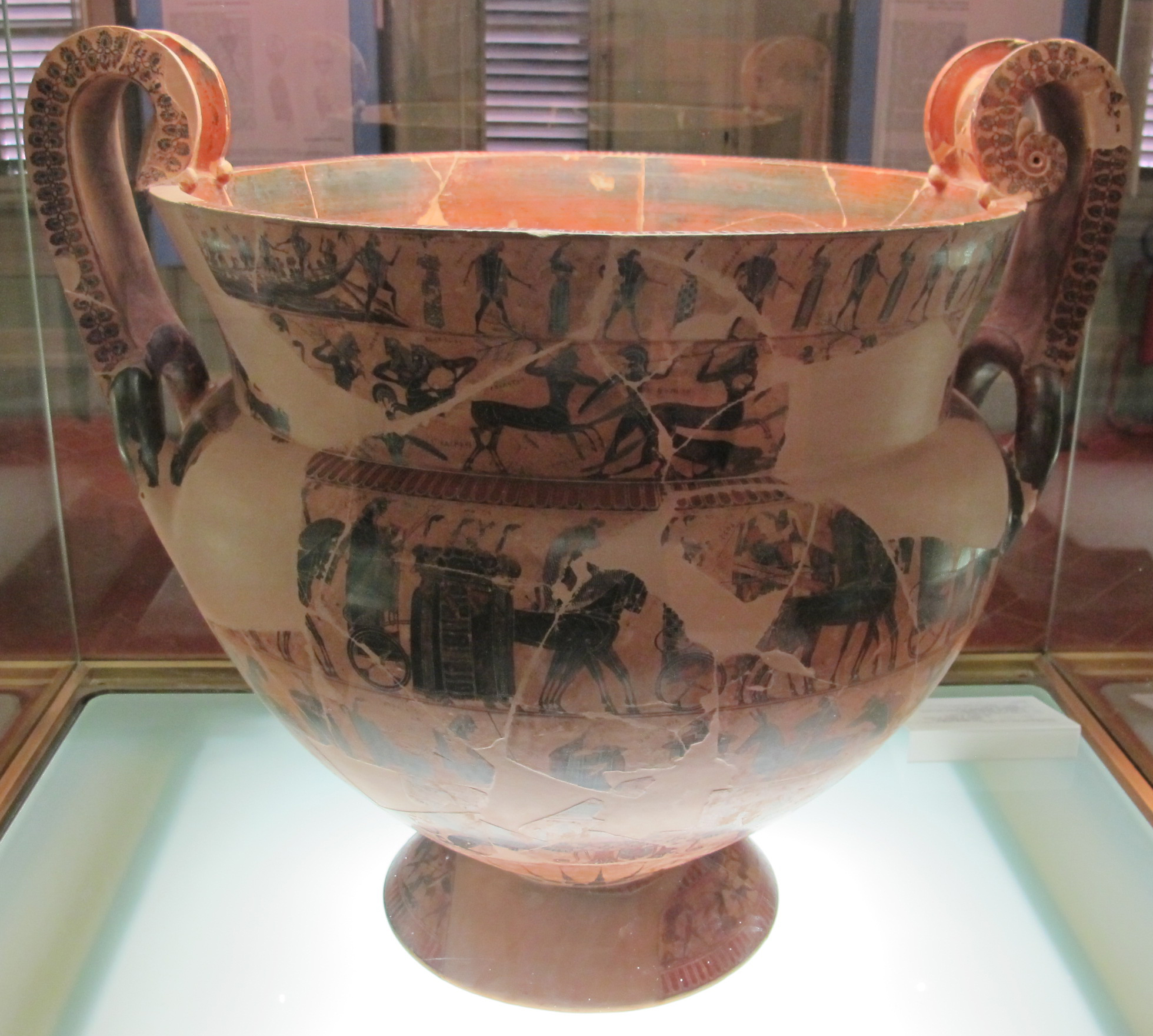
رقصة الرافعات على إناء فرنسواة في المتحف الأثري الوطني (إفلورِنسة)